# 人道哥伦比亚
人道哥伦比亚（西班牙語：Colombia Humana）是哥伦比亚的一个进步主义政党，成立于2011年，原名进步运动，由古斯塔沃·彼得罗领导。

## 选举历史
该党起源于2011年波哥大地方选举。在此次选举中，政党领导人古斯塔沃·彼得罗以32.22%的得票率当选波哥大市长，而政党在市议会中赢得8个席位，与民族团结社会党持平。在2015年波哥大地方选举中，该党在市议会仅赢得1个席位。
政党领导人古斯塔沃·彼得罗在2018年哥伦比亚总统选举第一轮中以25.09%得票率排名第二，但在第二轮选举中以41.81的得票率不敌民主中心候选人伊万·杜克·马尔克斯，遗憾落选哥伦比亚总统。

## 思想
发起这一运动的想法与古斯塔沃·彼得罗在2010年哥倫比亞總統選舉期间所捍卫的想法相同，后来他与胡安·曼努埃尔·桑托斯总统寻求达成协议：解决土地、水和受害者问题，并捍卫桑托斯政府与哥伦比亚革命武装力量之间的和平对话和1991年宪法。